# Copa CECAFA Sub-20 2019
La Copa CECAFA Sub-20 del 2019 fue la 12.ª. edición del campeonato regional sub-20 de la región del África del Este.
Se jugó en Uganda, del 21 de septiembre al  5 de octubre de 2019.

## Participantes
| - Burundi - Eritrea - Sudán - Kenia | - Somalia - Sudán del Sur - Tanzania - Uganda | - Etiopía - Zanzíbar - Yibuti |

## Fase de grupos

### Grupo A
| Equipo  | Pts | PJ | PG | PE | PP | GF | GC | Dif. |
| ------- | --- | -- | -- | -- | -- | -- | -- | ---- |
| Eritrea | 5   | 3  | 1  | 2  | 0  | 11 | 4  | +7   |
| Sudán   | 5   | 3  | 1  | 2  | 0  | 9  | 5  | +4   |
| Uganda  | 5   | 3  | 1  | 2  | 0  | 8  | 4  | +4   |
| Yibuti  | 0   | 3  | 0  | 0  | 3  | 1  | 16 | -15  |

| Fecha                    | Lugar |         |                    | Resultado |                    |         |
| ------------------------ | ----- | ------- | ------------------ | --------- | ------------------ | ------- |
| 21 de septiembre de 2019 | Gulu  | Sudán   | Bandera de Sudán   | 4:0       | Bandera de Yibuti  | Yibuti  |
| 21 de septiembre de 2019 | Gulu  | Uganda  | Bandera de Uganda  | 1:1       | Bandera de Eritrea | Eritrea |
| 23 de septiembre de 2019 | Gulu  | Eritrea | Bandera de Eritrea | 3:3       | Bandera de Sudán   | Sudán   |
| 23 de septiembre de 2019 | Gulu  | Yibuti  | Bandera de Yibuti  | 1:5       | Bandera de Uganda  | Uganda  |
| 25 de septiembre de 2019 | Gulu  | Eritrea | Bandera de Eritrea | 7:0       | Bandera de Yibuti  | Yibuti  |
| 25 de septiembre de 2019 | Gulu  | Uganda  | Bandera de Uganda  | 2:2       | Bandera de Sudán   | Sudán   |

### Grupo B
| Equipo   | Pts | PJ | PG | PE | PP | GF | GC | Dif. |
| -------- | --- | -- | -- | -- | -- | -- | -- | ---- |
| Kenia    | 7   | 3  | 2  | 1  | 0  | 11 | 2  | +9   |
| Tanzania | 7   | 3  | 2  | 1  | 0  | 11 | 2  | +9   |
| Zanzíbar | 3   | 3  | 1  | 0  | 2  | 2  | 11 | -9   |
| Etiopía  | 0   | 3  | 0  | 0  | 3  | 1  | 10 | -9   |

| Fecha                    | Lugar |          |                     | Resultado |                     |          |
| ------------------------ | ----- | -------- | ------------------- | --------- | ------------------- | -------- |
| 22 de septiembre de 2019 | Njeru | Kenia    | Bandera de Kenia    | 5:0       | Bandera de Zanzíbar | Zanzíbar |
| 22 de septiembre de 2019 | Njeru | Etiopía  | Bandera de Etiopía  | 0:4       | Bandera de Tanzania | Tanzania |
| 24 de septiembre de 2019 | Njeru | Etiopía  | Bandera de Etiopía  | 1:2       | Bandera de Zanzíbar | Zanzíbar |
| 24 de septiembre de 2019 | Njeru | Tanzania | Bandera de Tanzania | 2:2       | Bandera de Kenia    | Kenia    |
| 26 de septiembre de 2019 | Njeru | Zanzíbar | Bandera de Zanzíbar | 0:5       | Bandera de Tanzania | Tanzania |
| 26 de septiembre de 2019 | Njeru | Kenia    | Bandera de Kenia    | 4:0       | Bandera de Etiopía  | Etiopía  |

### Grupo C
| Equipo        | Pts | PJ | PG | PE | PP | GF | GC | Dif. |
| ------------- | --- | -- | -- | -- | -- | -- | -- | ---- |
| Sudán del Sur | 4   | 2  | 1  | 1  | 0  | 6  | 3  | +3   |
| Burundi       | 4   | 2  | 1  | 1  | 0  | 5  | 4  | +1   |
| Somalia       | 0   | 2  | 0  | 0  | 2  | 1  | 5  | -4   |

| Fecha                    | Lugar |               |                          | Resultado |                          |               |
| ------------------------ | ----- | ------------- | ------------------------ | --------- | ------------------------ | ------------- |
| 21 de septiembre de 2019 | Njeru | Burundi       | Bandera de Burundi       | 3:3       | Bandera de Sudán del Sur | Sudán del Sur |
| 23 de septiembre de 2019 | Njeru | Somalia       | Bandera de Somalia       | 1:2       | Bandera de Burundi       | Burundi       |
| 25 de septiembre de 2019 | Njeru | Sudán del Sur | Bandera de Sudán del Sur | 3:0       | Bandera de Somalia       | Somalia       |

## Fase final

### Cuartos de final
| Fecha                    | Lugar |               |                          | Resultado |                     |          |
| ------------------------ | ----- | ------------- | ------------------------ | --------- | ------------------- | -------- |
| 29 de septiembre de 2019 | Gulu  | Sudán del Sur | Bandera de Sudán del Sur | 0:1       | Bandera de Sudán    | Sudán    |
| 29 de septiembre de 2019 | Njeru | Kenia         | Bandera de Kenia         | 2:1       | Bandera de Burundi  | Burundi  |
| 29 de septiembre de 2019 | Gulu  | Tanzania      | Bandera de Tanzania      | 4:2       | Bandera de Uganda   | Uganda   |
| 29 de septiembre de 2019 | Njeru | Eritrea       | Bandera de Eritrea       | 5:0       | Bandera de Zanzíbar | Zanzíbar |

### Semifinales
| Fecha                | Lugar |       |                  | Resultado |                     |          |
| -------------------- | ----- | ----- | ---------------- | --------- | ------------------- | -------- |
| 2 de octubre de 2019 | Njeru | Kenia | Bandera de Kenia | 1:0       | Bandera de Eritrea  | Eritrea  |
| 2 de octubre de 2019 | Gulu  | Sudán | Bandera de Sudán | 1:2       | Bandera de Tanzania | Tanzania |

### Tercer lugar
| Fecha                | Lugar |         |                    | Resultado |                  |       |
| -------------------- | ----- | ------- | ------------------ | --------- | ---------------- | ----- |
| 5 de octubre de 2019 | Njeru | Eritrea | Bandera de Eritrea | 1:0       | Bandera de Sudán | Sudán |

### Final
| Fecha                | Lugar |       |                  | Resultado |                    |          |
| -------------------- | ----- | ----- | ---------------- | --------- | ------------------ | -------- |
| 5 de octubre de 2019 | Njeru | Kenia | Bandera de Kenia | 0:1       | Bandera de Eritrea | Tanzania |

## Campeón
| Bandera de Tanzania |
| Campeón Tanzania    |
| 2.do título         |

## Clasificación final
| Equipo | Equipo        | Pts | PJ | PG | PE | PP | GF | GC | Dif |
| ------ | ------------- | --- | -- | -- | -- | -- | -- | -- | --- |
| 1      | Tanzania      | 16  | 6  | 5  | 1  | 0  | 18 | 5  | +13 |
| 2      | Kenia         | 13  | 6  | 4  | 1  | 1  | 14 | 4  | +10 |
| 3      | Eritrea       | 11  | 6  | 3  | 2  | 1  | 17 | 5  | +12 |
| 4      | Sudán         | 8   | 6  | 2  | 2  | 2  | 11 | 8  | +3  |
| 5      | Uganda        | 5   | 4  | 1  | 2  | 1  | 10 | 8  | +2  |
| 6      | Sudán del Sur | 4   | 3  | 1  | 1  | 1  | 6  | 4  | +2  |
| 7      | Burundi       | 4   | 3  | 1  | 1  | 1  | 6  | 6  | 0   |
| 8      | Zanzíbar      | 3   | 4  | 1  | 0  | 3  | 2  | 16 | -14 |
| 9      | Somalia       | 0   | 2  | 0  | 0  | 2  | 1  | 5  | -4  |
| 10     | Etiopía       | 0   | 3  | 0  | 0  | 3  | 1  | 10 | -9  |
| 11     | Yibuti        | 0   | 3  | 0  | 0  | 3  | 1  | 16 | -15 |